# فلاديمير غوليفيتش
فلاديمير سيرجيفيتش غوليفيتش (بالروسية: Влади́мир Серге́евич Гуле́вич) عالم روسي سوفيتي اختص في دراسة الكيمياء حيوية وينسب إليه السبق في عزل الكارنتين من عضلات الثدييات.